# Nogometni klub Bela krajina
Nogometni klub Bela krajina je slovenski drugoligaški nogometni klub iz Črnomlja, ustanovljen leta 1926. 